# Stenhousemuir
Stenhousemuir est une ville d'Écosse, située dans les Central Lowlands, dans le council area de Falkirk. Elle compte environ 10.000 habitants et est située en périphérie de la ville de Falkirk.
Le club de football de Stenhousemuir Football Club et son stade, Ochilview Park, y sont basés.